# 미즈노 가쓰토모

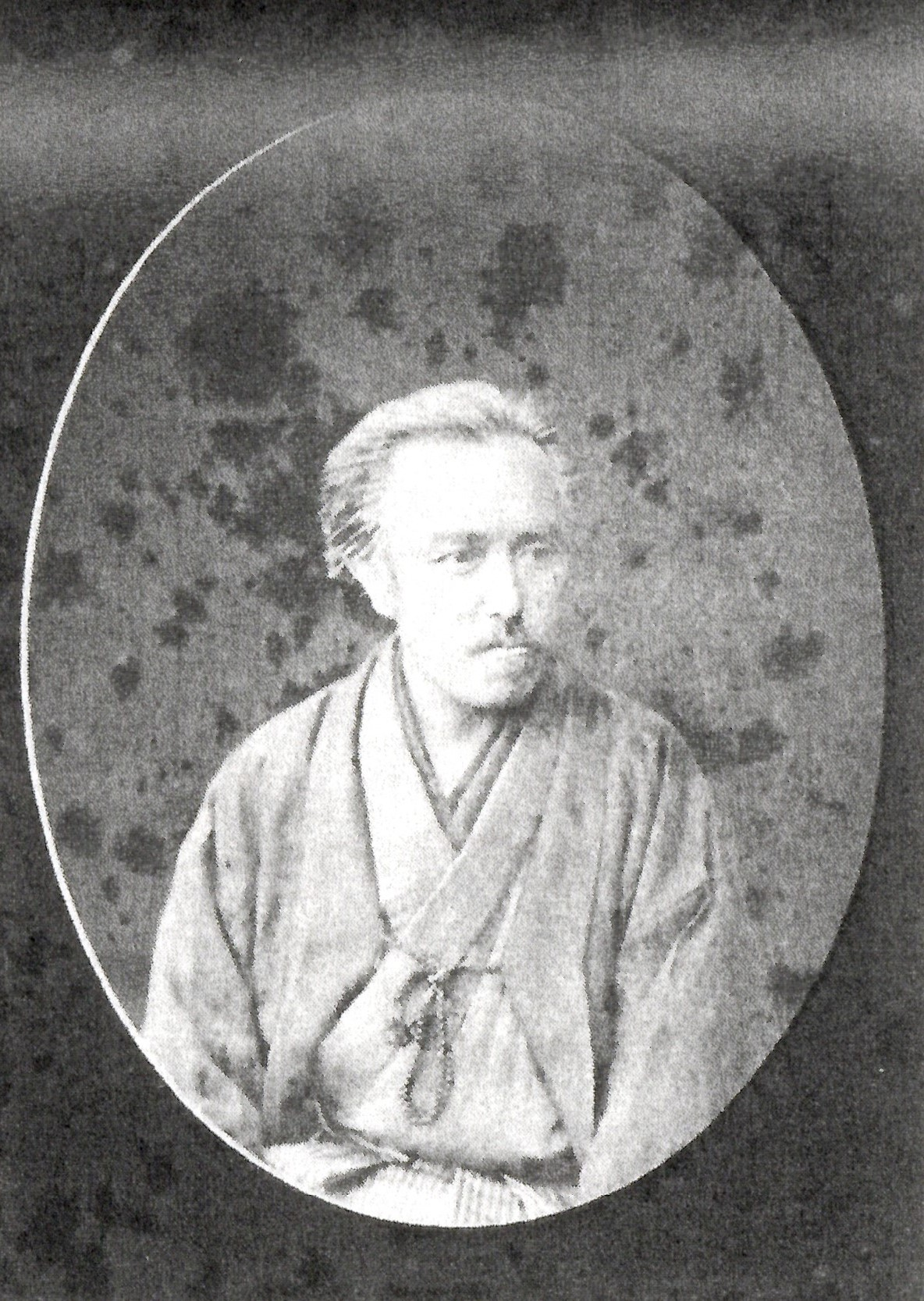
미즈노 가쓰토모

미즈노 가쓰토모(일본어: 水野勝知, 1838년 3월 21일 ~ 1919년 4월 22일)는 시모사 유키 번 제10대 번주를 지냈다. 미즈노 종가(水野宗家) 제15대 당주.
친부는 무쓰 니혼마쓰번주 니와 나가토미이며 그의 8남으로 태어났다. 유키 번주 미즈노 가쓰토가 후사없이 요절하여 그의 양자로 입적하여 미즈노 종가의 가독을 이었다.

## 같이 보기
- 창의대 - 가쓰토모는 창의대의 지휘를 맡았다고 한다.

| 전임 미즈노 가쓰토 | 제10대 유키 번 번주 (미즈노가) 1862년 ~ 1869년 | 후임 미즈노 가쓰히로 |